# 昌江原子力発電所
昌江原子力発電所(中国語: 昌江核电站)は中華人民共和国海南省昌江リー族自治県海尾鎮に建設された原子力発電所。
海南省初の原子力発電所である。

## 歴史
第一期の原子炉2基の建設は2008年7月に国家発展改革委員会で承認された。
建設作業は2008年12月に始まり、2010年4月25日にコンクリートの打ち込みを始めた。原子炉は中国核工業集団、中国華能集団の合弁事業として建設されている。

## 技術的特長
二期に分けられて建設が考えられており、両方で中国核工業集団が開発した650MWe級のCNP-600を2基建設する予定である。70%以上の部品が国産とされる。1号機の運転は2015年に開始され、2号機は2016年の予定である。

## 原子炉
| 原子炉 | 原子炉形式 | ネット電気出力 | グロス電気出力 | 熱出力 | 建設開始       | 初臨界         | 送電網接続     | 運転開始       | 注釈               |
| ------ | ---------- | -------------- | -------------- | ------ | -------------- | -------------- | -------------- | -------------- | ------------------ |
| 第一期 |            |                |                |        |                |                |                |                |                    |
| 1号機  | CNP-600    | 601            | 650            | 1930   | 2010年04月25日 | 2015年10月12日 | 2015年11月07日 | 2015年12月25日 | [ 2 ] [ 5 ]        |
| 2号機  | CNP-600    | 601            | 650            | 1930   | 2010年11月21日 | 2016年06月09日 | 2016年06月20日 | 2016年08月12日 | [ 6 ] [ 7 ]        |
| 第二期 |            |                |                |        |                |                |                |                |                    |
| 3号機  | 華龍一号   | 1000           | 1197           | 3190   | 2021年03月31日 |                |                | 2026年         | [ 8 ] [ 9 ] [ 10 ] |
| 4号機  | 華龍一号   | 1000           | 1197           | 3190   | 2021年         |                |                | 2026年         | [ 8 ]              |
|        |            |                |                |        |                |                |                |                |                    |
| 5号機  | 玲龍一号   | 100            | 125            | 385    | 2021年07月13日 |                |                | 2026年         |                    |

## 註
1. ↑  “Nuclear power plant in southern China begins construction”. People's Daily. (2010年4月27日) 2010年5月1日閲覧。
2. 1 2 3  。“Construction start at Hainan plant”. World Nuclear News. (2010年4月26日) 2010年5月1日閲覧。
3. ↑  Jim Bai; Tom Miles (2010年4月26日). “CNNC says starts building Changjiang nuclear plant”. Reuters 2010年5月1日閲覧。
4. ↑  “（中国）原発立ち上げに注力、海南昌江で燃料棒設置が完了”. FISCO. (2015年9月1日) 2016年3月19日閲覧。
5. ↑  “Changjiang 1”. Power Reactor Information System.  International Atomic Energy Agency (2016年8月18日). 2016年8月19日閲覧。
6. ↑  
“Construction starts on second Hainan reactor”. World Nuclear News. (2010年11月22日) 2010年11月22日閲覧。
7. ↑  “Changjiang 2”. PRIS.   IAEA (2016年8月18日). 2016年8月19日閲覧。
8. 1 2  “Nuclear Power in China”. Information Papers.  World Nuclear Association (WNA) (2020年9月). 2020年9月7日閲覧。
9. ↑  “Construction starts on second phase of Changjiang plant”.   World Nuclear News (2021年3月31日). 2021年4月4日閲覧。
10. ↑  “Changjiang 2”. PRIS.   IAEA (2021年4月24日). 2021年4月25日閲覧。